# Special Messenger
Special Messenger è un cortometraggio muto del 1911 diretto da Sidney Olcott. Una storia della guerra civile americana.

## Produzione
Il film fu prodotto dalla Kalem Company.

## Distribuzione
Distribuito dalla General Film Company, il film - un cortometraggio di una bobina - uscì nelle sale cinematografiche USA il 16 agosto 1911; a Londra il 12 ottobre 1911.